# Euodia
Euodia es un género con 50 especies de plantas de flores perteneciente a la familia Rutaceae. 

## Especies seleccionadas
- Euodia accedens
- Euodia acronychioides
- Euodia alata
- Euodia angustior
- Euodia arborescens
- Euodia bakeriana
- Euodia bonwickii
- Euodia elleryana
- Euodia hortensis J.R.Forst. & G.Forst.
- Euodia hupehensis
- Euodia hylandii
- Euodia lunuankenda
- Euodia macrocarpa
- Euodia pubifolia
- Euodia robusta
- Euodia ruticarpa (A.Juss.) Benth.
- Euodia schullei Warb.
- Euodia simplicifolia
- Euodia vitiflora

## Sinónimos
- Evodia [Lam.]
- Zieridium [Baill.]